# Stephen Boyer
Pour les articles homonymes, voir Boyer.
Pierre Jean Stephen Boyer est un volleyeur international français né le 10 avril 1996 à Saint-Denis, à La Réunion. Il évolue au poste de pointu, au sein du club de volley-ball polonais du Resovia Rzeszów.

## Biographie
Stéphen a commencé le volley-ball au sein de l'ASPTT de St denis à la Réunion, devenu le Saint Denis Olympique Volley-ball (SDOVB).
En mai 2018, son départ du Chaumont VB 52 pour le club italien du Blu Volley Vérone est officialisé.
En novembre 2021, il subit une fracture de l'épiphyse distale d'un métacarpien, ce qui le contraint à une absence estimée à deux mois.
Avec son club du Jastrzębski Węgiel, Boyer devient en 2023 champion de Pologne. Il est également finaliste de la Ligue des champions où son club est dominé 3-2 par Kedzierzyn-Kozle dans une finale 100% polonaise, une première dans l'histoire de cette compétition. Boyer quitte le club en fin de saison et rejoint le Resovia Rzeszów.
En avril 2024, il se blesse à la cheville droite durant un match de championnat de Pologne, ce qui met un terme à sa saison de club.

## Clubs
| Club               | De        | À         |
| ------------------ | --------- | --------- |
| SA Mérignac        | 2011-2012 | 2011-2012 |
| CNVB               | 2012-2013 | 2013-2014 |
| GFCO Ajaccio       | 2014-2015 | 2014-2015 |
| Chaumont VB 52     | 2015-2016 | 2017-2018 |
| Blu Volley Vérone  | 2018-2019 | 2019-2020 |
| Al-Arabi SC Doha   | 2020-2021 | 2020-2021 |
| Jastrzębski Węgiel | 2021-2022 | 2022-2023 |
| Resovia Rzeszów    | 2023-2024 | en cours  |

## Sélections
Originaire de La Réunion, il est sélectionné pour disputer avec l'équipe de France de volley-ball le tournoi de qualification aux Jeux olympiques d'été de 2016, après avoir remporté avec la sélection réunionnaise les épreuves de volley-ball aux Jeux des îles de l'océan Indien 2015.
En 2017, il remporte le championnat de France avec le Chaumont Volley-Ball 52 et la ligue mondiale au Brésil, en finissant meilleur marqueur du tournoi.
En 2019, il fait partie de la sélection française disputant l'Euro. Boyer y est déterminant dans le quart de finale remporté contre l'Italie (3-0) en inscrivant 25 points dans la rencontre. Parmi ces points, il réussit 9 aces dont cinq consécutifs ainsi que sur la balle de match,,. La France termine cet Euro quatrième.

## Palmarès

### Jeux des Iles de l'Océan Indien
- Vainqueur en 2015 avec la sélection de la Réunion

### En sélection nationale
- Jeux olympiques (1)
  -  : 2020
- Ligue mondiale (1)
  -  : 2017
  -  : 2016
- Ligue des nations
  -  : 2018
- Mémorial Hubert Wagner
  -  : 2017
  -  : 2018
- Championnat d'Europe U21
  -  : 2014

### En club
- Championnat de France — Div. A (1)
  - Vainqueur : 2017
  - Finaliste : 2018
- Supercoupe de France (1)
  - Vainqueur : 2017
- Challenge Cup
  - Finaliste : 2017
- Coupe de France
  - Finaliste : 2018
- Championnat de Pologne (1)
  - Vainqueur : 2023
- Ligue des champions
  - Finaliste : 2023
- Coupe de la CEV
  - Vainqueur : 2024

### Distinctions individuelles
- 2017 : Ligue mondiale — Meilleur marqueur
- 2017 : Supercoupe de France — MVP
- 2018 : Championnat de France (Div. A) — MVP